# Enseñanza universitaria en España
La enseñanza universitaria en España está regulada actualmente por la Ley Orgánica 2/2023, de 22 de marzo, del Sistema Universitario (LOSU), que derogó las leyes orgánicas 6/2001 y 4/2007.
Por otra parte, el Real Decreto 822/2021, de 28 de septiembre, establece la ordenación de las enseñanzas universitarias oficiales concretando la estructura de acuerdo con las líneas generales emanadas del Espacio Europeo de Educación Superior (EEES). Según esta estructura se divide la enseñanza universitaria en grados, másteres y programas de doctorado.
Los grados y los másteres toman como medida de la carga lectiva el crédito. La admisión a las distintas carreras universitarias se concede tras la finalización de los estudios de bachillerato y con base en las notas conseguidas en los exámenes de selectividad (en España es la combinación de ambos que indica el supuesto grado de madurez académica del alumno).

## Estructura de las enseñanzas oficiales del sistema Universitario español
Según lo establecido en la Ley Orgánica 2/2023, de 22 de marzo, del Sistema Universitario, la estructura de las enseñanzas oficiales del sistema Universitario Español es la siguiente:
- Las enseñanzas universitarias oficiales se estructuran en tres ciclos: Grado, Máster Universitario y Doctorado. La superación de tales enseñanzas dará derecho a la obtención de los títulos oficiales correspondientes.
- Los estudios de Grado tienen como finalidad la obtención por parte del estudiantado de una formación básica y generalista en una disciplina determinada.
- Los estudios de Máster Universitario tienen como objetivo la formación avanzada, de carácter especializado temáticamente, o de carácter multidisciplinar o interdisciplinar, dirigida a la especialización académica o profesional, o bien encaminada a la iniciación en tareas de investigación.
- Los estudios de Doctorado tienen como finalidad la adquisición de las competencias y las habilidades concernientes a la investigación avanzada dentro de un ámbito del conocimiento científico, técnico, humanístico, artístico o cultural.
- Las prácticas académicas externas en los estudios de Grado y Máster Universitario constituyen una actividad de naturaleza plenamente formativa cuya finalidad es la de complementar la formación académica.

### Estructura anterior
Antes del Real Decreto de 2007, la enseñanza universitaria se organizaba de la siguiente manera:
- Estudios de primer ciclo: Acceso con la preinscripción. Estudios terminales a cuya finalización se obtenían los títulos de Diplomado, Maestro, Arquitecto Técnico o Ingeniero Técnico. Permitían el acceso a estudios de segundo ciclo. Son títulos equivalentes al actual título de Grado.[3]
- Estudios de primer y segundo ciclo: Acceso con la preinscripción universitaria. Su superación daba derecho a la obtención de los títulos de Licenciado, Arquitecto o Ingeniero. La superación del primer ciclo de cualquiera de estos estudios no comporta la obtención de ninguna titulación oficial, pero puede ser válida para la incorporación a otros estudios de segundo ciclo. Estos títulos son equivalentes al actual título de Máster.
- Estudios de segundo ciclo: Acceso por la vía de un primer ciclo universitario, o bien estando en posesión del título de diplomado, arquitecto técnico, ingeniero técnico o maestro, siempre que estos estudios se ajustasen a la normativa de acceso para cada uno de los según ciclos. Su superación daba igualmente derecho a la obtención de los títulos de licenciado, arquitecto o ingeniero, títulos equivalentes al actual título de Máster.
- Estudios de tercer ciclo: Eran los denominados programas de doctorado. El acceso venía regulado por la misma universidad, por la vía de la Comisión de Doctorado. Hacía falta estar en posesión del título de licenciado, arquitecto o ingeniero.
- Títulos propios: Eran estudios no reglados conducentes a una titulación no oficial, reconocida solo por la universidad que los impartía. Estos estudios tenían la misma estructura que los estudios reglados: por lo tanto, había títulos propios de primer ciclo, de primero y segundo ciclo y de segundo ciclo. Las universidades regulaban el acceso a los títulos propios y fijaban los precios académicos. También podían ofrecer títulos de postgrado no oficiales.